# George Eaton
George Ross Eaton (Toronto, 12 de noviembre de 1945) es un expiloto de automovilismo canadiense. Participó en 13 Grandes Premios de Fórmula 1 con BRM.

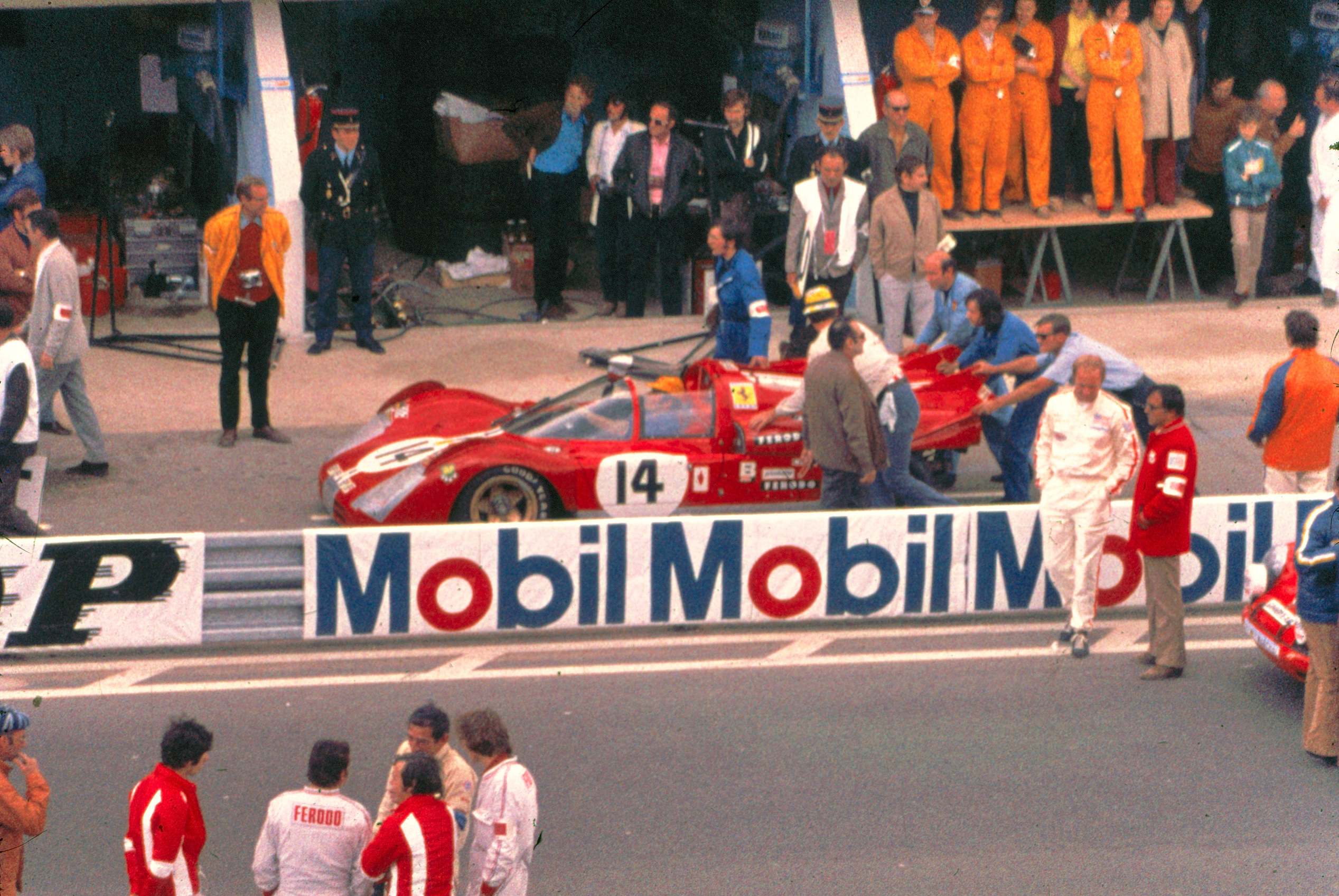
Ferrari 512 S del equipo NART con el que compitió en Le Mans 1971.

## Carrera deportiva
George es el heredero de una rica familia canadiense a la que le picó el gusanillo de los deportes de motor a mediados de la década de 1960. Primero entrenó en un Cobra y terminó brillantemente segundo en un evento que no era de campeonato en Mosport Park. Luego cambió a un McLaren M10 y a finales de año disputó su primera carrera en el campeonato norteamericano de autos deportivos, el Can-Am.
En 1968 corrió su primera temporada completa, con el mejor resultado de un tercer lugar obtenido en Laguna Seca a pesar del clima desfavorable, una vuelta por detrás del ganador del día John Cannon. Al año siguiente, George corrió el campeonato Can-Am con un nuevo McLaren M12, conservando su antiguo M10 para el campeonato canadiense de Fórmula A. George se las arregla de alguna manera para estar al frente en ambas series. Alcanzó el podio en el Klondike, luego a finales de año, segundo en Texas a más de un minuto de Bruce McLaren en Can-Am, mientras lograba una victoria en Mont-Tremblant como parte del campeonato canadiense de Fórmula A. Buenos resultados que le permiten obtener una invitación del equipo BRM para participar en los eventos norteamericanos del campeonato mundial de Fórmula 1. Desafortunadamente para él, su mecánica lo obligó a abandonar antes del final de la carrera. A pesar de todo, George está comprometido con BRM y una vez más seguirá su carrera deportiva en dos frentes al mismo tiempo: en la Fórmula 1 con el P153 y en Can-Am con el prototipo P54.
Por el lado de la F1, George a menudo se clasificaba al final de la parrilla, y cuando sus mecánicos aguantaban, siempre terminaba lejos de los líderes. La carrera canadiense fue la mejor para el nativo de Toronto, quien se clasificó en una asombrosa novena posición, para terminar décimo al final de la carrera. Mientras estaba en Can-Am, logró colocarse tercero en St.-Jovite, dos vueltas detrás de Gurney. Pero el año en su conjunto resultó ser muy decepcionante para el piloto canadiense, que solo corrió una carrera para BRM en 1971. George corrió algunas carreras con Ferrari, a través de NART, y terminó tercero en la general de su clase en las 12 Horas de Sebring. También intenta el campeonato de la USAC con Colt y Lola. Pero el interés de George por el automovilismo se desvaneció y, después de las 6 Horas de Daytona y una carrera de la USAC, abandonó su carrera como piloto.

## Resultados

### Fórmula 1
(Clave) (negrita indica pole position) (cursiva indica vuelta rápida)

| Año     | Equipo                   | 1       | 2       | 3       | 4       | 5       | 6      | 7       | 8       | 9      | 10      | 11      | 12      | 13  | Pos. | Puntos |
| ------- | ------------------------ | ------- | ------- | ------- | ------- | ------- | ------ | ------- | ------- | ------ | ------- | ------- | ------- | --- | ---- | ------ |
| 1969    | Owen Racing Organisation | RSA     | ESP     | MON     | NED     | FRA     | GBR    | GER     | ITA     | CAN    | USA Ret | MEX Ret |         |     | NC   | 0      |
| 1970    | Owen Racing Organisation | RSA Ret |         |         |         |         |        |         |         |        |         |         |         |     | NC   | 0      |
| 1970    | Yardley Team BRM         |         | ESP DNQ | MON DNQ | BEL INJ | NED Ret | FRA 12 | GBR Ret | GER DNP | AUT 11 | ITA Ret | CAN 10  | USA Ret | MEX | NC   | 0      |
| 1971    | Yardley Team BRM         | RSA     | ESP     | MON     | NED     | FRA     | GBR    | GER     | AUT     | ITA    | CAN 15  | USA     |         |     | NC   | 0      |
| Fuente: |                          |         |         |         |         |         |        |         |         |        |         |         |         |     |      |        |